# Victoria București
Victoria București je bývalý fotbalový klub z hlavního města Rumunska Bukurešti. Založen byl roku 1935, zanikl roku 1990. Během socialistické éry byl klubem rumunského ministerstva vnitra. Nikdy nevyhrál rumunskou ligu či pohár, přesto vstoupil do evropských pohárů, a to úspěšně – v sezóně 1988/89 se probojoval do čtvrtfinále Poháru UEFA. Celkem v Evropě odehrál 3 ročníky (vždy v Poháru UEFA), s bilancí 14 zápasů, 6 výher, 3 remízy, 5 proher a skóre 21:17.

## Kompletní výsledky v evropských pohárech
| Sezóna             | Kolo        |                  | Soupeř              | Doma  | Venku | Celkem |
| ------------------ | ----------- | ---------------- | ------------------- | ----- | ----- | ------ |
| Pohár UEFA 1987/88 | 1. kolo     | Kypr             | EPA Larnaca FC      | 3 – 0 | 1 – 0 | 4 – 0  |
| Pohár UEFA 1987/88 | 2. kolo     | Sovětský svaz    | FC Dinamo Tbilisi   | 1 – 2 | 0 – 0 | 1 – 2  |
| Pohár UEFA 1988/89 | 1. kolo     | Malta            | Sliema Wanderers FC | 6 – 1 | 2 – 0 | 8 – 1  |
| Pohár UEFA 1988/89 | 2. kolo     | Sovětský svaz    | FC Dinamo Minsk     | 1 – 0 | 1 – 2 | 2 – 2  |
| Pohár UEFA 1988/89 | 3. kolo     | Finsko           | Turun Palloseura    | 1 – 0 | 2 – 3 | 3 – 3  |
| Pohár UEFA 1988/89 | Čtvrtfinále | Východní Německo | Dynamo Dresden      | 1 – 1 | 0 – 4 | 1 – 5  |
| Pohár UEFA 1989/90 | 1. kolo     | Španělsko        | Valencia CF         | 1 – 1 | 1 – 3 | 2 – 4  |